# Jonas Pelgander
Leif Jonas Pelgander, född 19 mars 1975 i Örebro, är en svensk före detta professionell fotbollsspelare som spelade som defensiv mittfältare för fotbollsklubbarna Örebro SK, BK Häcken, Falkenbergs FF, BK Forward och Panetolikos mellan 1993 och 2006. 2010 var han spelande tränare för Hidingsta IK i division fyra och ett år senare valde han att bli spelande tränare för sin moderklubb Adolfsbergs IK, där blev han kvar till 2013.
Hans dotter, Emilia Pelgander, är också en fotbollsspelare.